# ISIS짱

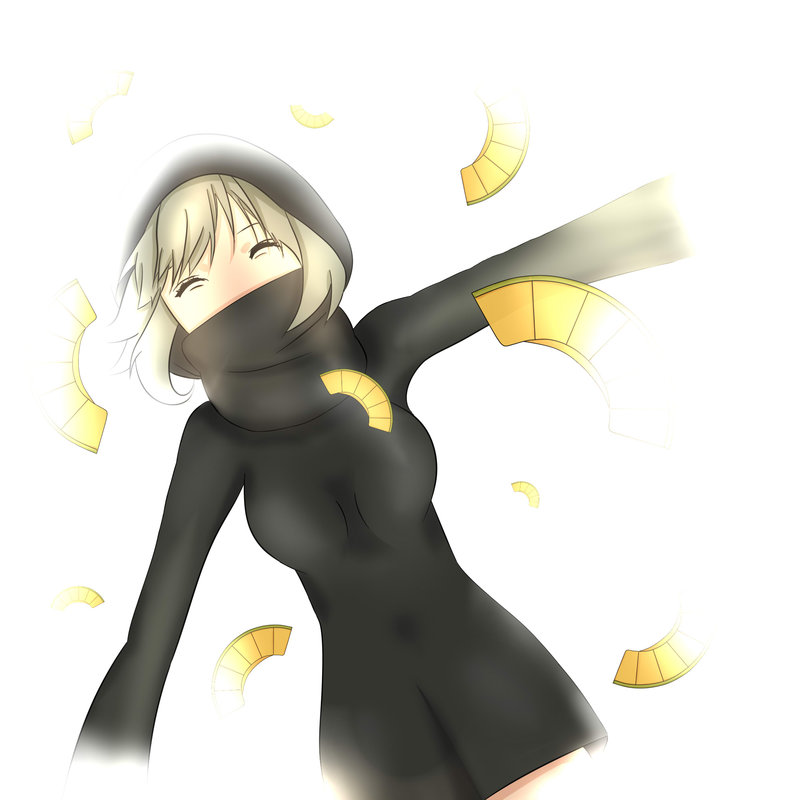
ISIS짱

ISIS짱(일본어: ISISちゃん ISIS찬[*])은 이슬람 국가에 의한 일본인 구속 사건으로 촉발된 2015년 일본 웹사이트에서 발안된 모에화 캐릭터이다. ISIS짱은 일정한 스타일이 있으며, 안티 ISIS이지만 안티 이슬람은 아니다.

## 배경
ISIS짱은 2015년 1월에 발생한 이슬람 국가의 일본인 인질의 몸값을 요구한 사건에 대항하기 위해 ISIS의 홍보 활동을 방해할 목적으로 일본 사이트 2채널에 등장하였다. 당시에 ISIS 납치범 등을 이미지 편집 소프트웨어로 애니메이션 등으로 가공한 수만 건의 사진이 게시되었다.

## 디자인
- 19세 소녀
- 녹색 눈동자
- 녹색 머릿결
- 테러리스트들과 같은 검은 옷
- 폭력을 싫어함
- 멜론을 좋아함
- 멜론을 먹기 위한 칼을 들고 있기도 함
- 손에는 나이프를 들고 있지만 멜론을 먹기 위해서만 사용함
- ISIS의 활동 중지와 함께 멜론을 최대한 모으는 것을 사명으로 하고 있음.

## 지침
- 이슬람을 모욕하지 않는다.
- 코란, 알라, 무함마드를 사용하지 않는다.
- 인질에 대한 배려를 잊지 않는다.
- 유혈 금지
- 포르노 금지

## 같이 보기
- 히노모토 오니코